# Августіна Євгенія Ураська
Августіна Євгенія Ураська (нім. Augustine Eugenie von Urach), повне ім'я Августа Євгенія Вільгельміна Марія Пауліна Фредеріка Ураська (нім. Auguste-Eugénie Wilhelmine Marie Pauline Friederike von Urach (27 грудня 1842—11 березня 1916) — принцеса Урахська, донька першого герцога Урах Вільгельма та Теоделінди де Богарне, дружина графа Рудольфа Ензенберзького, згодом — графа Франца Йозефа Тюн-Гогенштайн.

## Біографія
Августіна Євгенія народилась 27 грудня 1842 у Штутгарті первісткою в родині принца Вільгельма Вюртемберзького та його першої дружини Теоделінди де Богарне. Згодом в родині з'явилися ще три доньки: Марія Жозефіна, Євгенія Амалія та Матильда Августа. Матір померла, коли Августіні було 14. За шість років батько одружився вдруге, з принцесою Монако Флорестіною Гримальді.

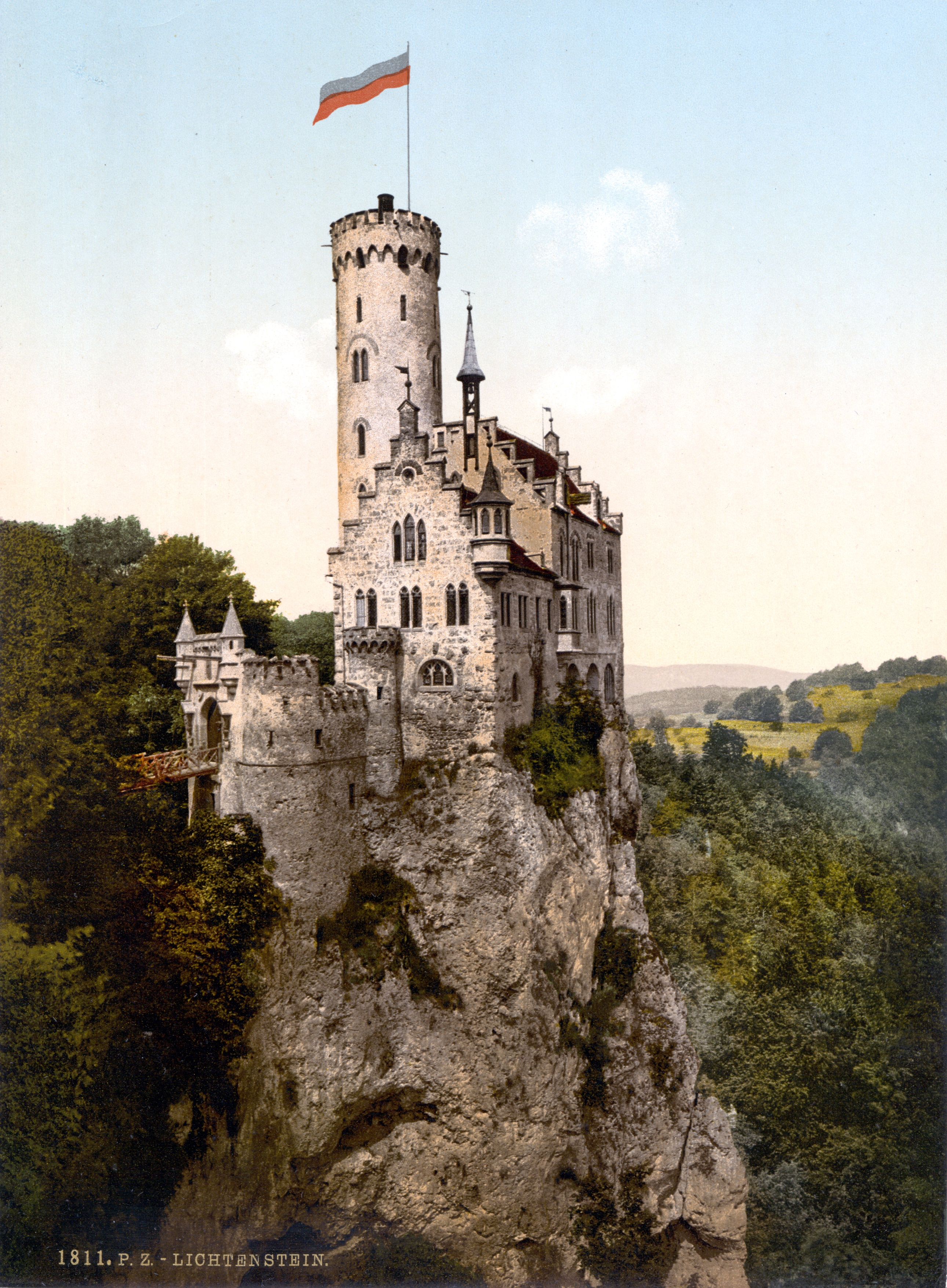
Замок Ліхтенштейн

4 жовтня 1865 22-річна Августіна пошлюбилася із 30-річним графом Рудольфом фон Ензенберг. Весілля відбулося  у замку Ліхтенштейн. У цьому шлюбу народила трьох дітей. У 1867 її батько став першим герцогом Ураху. На той час він вже мав двох синів від другого шлюбу, тож спадкоємність була забезпечена. Із Рудольфом Августіна прожила разом дев'ять років до його смерті у 1874.
У 1877 вона стала дружиною австрійського офіцера, графа Франца Йозефа Тюн-Гогенштайн, що раніше очолював корпус австрійських волонтерів у Мексиці. Весілля відбулося 16 червня у Інсбруку. Подружжя оселилося в містечку Швац у Тиролі. Там Августіна народила двох дітей
У 1882 її чоловік прийняв командування корпусом у Інсбруку, отримав чин фельдцейхмейстера та став військовим комендантом Тіроля і Форарльберга. 1883-го стан  здоров'я Франца Йозефа став погіршуватися, і він був звільнений від виконання обов'язків. У 1887 остаточно пішов у відставку, а за рік помер у себе вдома у Шваці.
Августіна пішла з життя 11 березня 1916.

## Родина

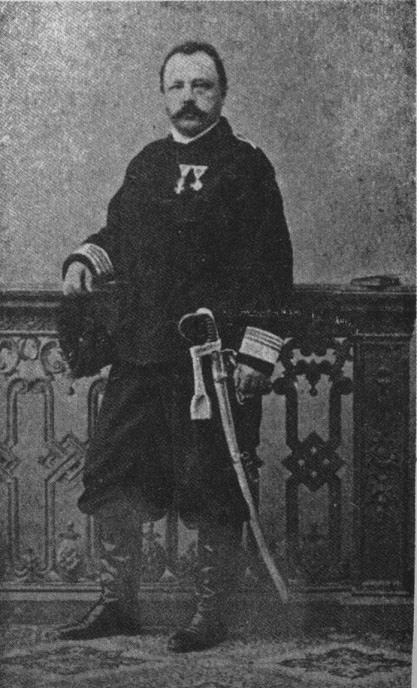
Франц Йозеф Тюн-Гогенштайн

Чоловік — Рудольф фон Ензенберг
Діти:
- Теодоліна (1866—1951) — пошлюблена із графом Рудольфом Феттер фон дер Лілі, мала трьох дітей;
- Рудольф Йозеф (1868—1932) — був двічі одружений, мав четверо дітей;
- Ебергард Франц (1872—1945) — пошлюблений із графинею Марією Лодрон-Латерано і Кастельромано, мав четверо дітей.

Чоловік — Франца Йозефа Тюн-Гогенштайн
Діти:
- Костянтин (1872—1962) — граф Тюн-Гогенштайн, пошлюблений із баронесою Терезою Штотцінген, мав п'ятьох синів та доньку;
- Марія Августа Франциска 1879—1958) — пошлюблена з графом Гаетано Франческо Форні, мала чотирьох синів і дві доньки.